# Bartosz Laskowski
Bartosz Laskowski, znany również jako Świeży (ur. 15 lipca 1997 w Białymstoku) – polski influencer, youtuber, piosenkarz i aktor.

## Życiorys
W 2021 roku dołączył do projektu Genzie. Nagrał z grupą influencerów mnóstwo piosenek oraz ma na koncie dwie trasy koncertowe z zespołem. W 2024 roku otworzył swój własny kanał na YouTube (jego treści bardzo dobrze się przyjmują przez widzów). 20 lutego 2024 wydał utwór, pt. „Dobre Typy” wraz z Postirolem, Mortalciem i Dobrymi Typami.

## Życie prywatne
Jest w związku z influencerką Hanną Puchalską.

## Dyskografia

### Single
| Rok                                       | Tytuł                                               | Najwyższa pozycja na listach | Certyfikat                 | Sprzedaż        | Album  |
| Rok                                       | Tytuł                                               | POL                          | Certyfikat                 | Sprzedaż        | Album  |
| ----------------------------------------- | --------------------------------------------------- | ---------------------------- | -------------------------- | --------------- | ------ |
| 2023                                      | „Twój wzrok” (oraz Hi Hania)                        | 36                           | - ZPAV: 2× platynowa płyta | - POL: 100 000+ | Dzięki |
| 2024                                      | „Dobre typy” (oraz Postirol, Dobre Typy, Mortalcio) | –                            |                            |                 | –      |
| 2024                                      | „Happy Holiday” (oraz Hi Hania)                     | –                            |                            |                 | –      |
| „–” oznacza, że informacja jest nieznana. |                                                     |                              |                            |                 |        |

### Single promocyjne
| Rok  | Tytuł                                                  | Najwyższa pozycja na listach |
| Rok  | Tytuł                                                  | POL                          |
| ---- | ------------------------------------------------------ | ---------------------------- |
| 2025 | „Santa Cruz” (Świeży, Modelki, Qry, Wersow, Mortalcio) | 1                            |

## Teledyski
| Tytuł                                                  | Rok  | Inni artyści                    | Reżyseria           | Źr.    |
| ------------------------------------------------------ | ---- | ------------------------------- | ------------------- | ------ |
| „Twój Wzrok”                                           | 2023 | Hi Hania                        | Maciej Jurek Movies | [ 7 ]  |
| „DOBRE TYPY”                                           | 2024 | Postirol, Dobre Typy, Mortalcio | Filip Strzelec      | [ 8 ]  |
| „Happy Holiday”                                        | 2024 | Hi Hania                        | MZQ Media           | [ 9 ]  |
| „Santa Cruz”                                           | 2025 | Modelki, Qry, Wersow, Mortalcio | Direct by Ekipa     | [ 10 ] |
| Z zespołem Genzie                                      |      |                                 |                     |        |
| Zobacz więcej w artykule Genzie , w sekcji Teledyski . |      |                                 |                     |        |

## Filmografia

### Filmy
- 2022: 24 filmy w 24 godziny (film dokumentalny) – jako on sam[11]
- 2023: Genzie Tour (film dokumentalny) – jako on sam[12]
- 2025: 100 dni do matury – jako Kapsel[13][14]

### Programy telewizyjne
- 2023: Próba Miłości (Sezon 1, odcinek 2) – jako uczestnik gry[15]
- 2023: Mafia w prawdziwym życiu (Sezon 1) – jako uczestnik gry (Mafia)[16]
- 2023: Twoje 5 minut – jako gościnny współgospodarz[17]